# Navstar
Serie de 24  satélites activos y 3 de reserva de navegación que completan el Sistema de posicionamiento global (Global Positioning System, GPS). Permiten conocer a los navegantes su posición en la Tierra con un error de 10 m, la velocidad con un error hasta de 0,1 m/s, con una precisión temporal de hasta la millonésima de segundo. Se encuentran a una altura de unos 20.200 km, y completan una órbita a la Tierra cada 12 horas.
Durante el Día del Trabajo en Estados Unidos (2 de septiembre) de 1973, se encontraron doce oficiales militares del Pentágono y discutieron sobre la creación de un Sistema Satelital de Navegación para la Defensa (con su acrónimo en inglés DNSS). Fue en esa reunión cuando se produjo "la verdadera síntesis de creación del GPS." Más tarde, en ese mismo año, el programa DNSS se nombró Navstar. A los satélites individuales asociados al programa Navstar (así como a sus predecesores Transit y Timation), se les dio un nombre genérico  para identificar la constelación de satélites NAVSTAR: Navstar-GPS, y más tarde se redujo simplemente a GPS.